# 禹貢
禹貢（うこう）は、『尚書』の一篇で、中国地理の書として後世に尊重された。
「禹貢」は紀元前の中国（漢族の居住地域）を九州に分けて記述した。それらは冀州・兗州・青州・徐州・揚州・荊州・豫州・梁州・雍州である。この本は『史記』夏本紀にも引用されるなど、清末までも影響力をもった。